# Social Impact (Band)
Social Impact ist eine deutsche Hard-Rock-Band, die 1995 im bayerischen Ingolstadt unter dem Namen „Holy Joe“ gegründet wurde, sich 1997 auflöste und im Jahr 2007 unter dem Namen „Social Impact“ neu gegründet wurde.
Das Programm von Social Impact beinhaltet sowohl einige Klassiker aus Holy-Joe-Zeiten wie The beauty and the beast, Too late und Jack Leg, als auch neues Material, das stilistisch an die alten Zeiten anknüpft. Live setzt die Band auf Rockshows mit Pyroeffekten.

## Geschichte
Der Kern von Social Impact, Musiker und Songwriter Mike Weber und Bassist Chris Rammelmeier, besteht seit 1995. Zu dieser Zeit formierten die beiden die Band „Shit Happens“, die ein Jahr später in „Holy Joe“ umbenannt wurde. Ende 1996 präsentierten Holy Joe ihr erstes Album, Put the Rock into your brain und erzielten damit erste regionale Erfolge. Aufgrund interner Probleme löste sich die Band jedoch im Sommer 1997, kurz vor einem Vertrag mit einem Musiklabel, auf. 
Weber zog sich daraufhin für einige Zeit aus dem Musikbereich zurück.
Neben einigen musikalischen Soloprojekten gründete er im Jahr 2000 die Firma „High Voltage records“ und begann mit der Arbeit an einem Soloalbum. Im Herbst 2007 entschloss er sich, aus dem reinen Studioprojekt ein reales Bandprojekt werden zu lassen. Er suchte sich gemeinsam mit seinem alten Freund und Musikkollegen Chris Rammelmeier weitere Musiker, die sich zur heutigen Band Social Impact zusammenschlossen.
Im Frühjahr 2009 weckte die Band das Interesse einiger Produktionsfirmen, womit dank der Unterstützung von High Voltagerecords die erste Social-Impact-Live-DVD erschien. Während die DVD im Handel erhältlich war, wurden auch einige Plattenfirmen auf die fünfköpfige Rockband aufmerksam. Social Impact lehnte ein Vertrags-Angebot ab, um nach wie vor frei und ungebunden arbeiten zu können. Neben einigen Auftritten als Headliner traten Social Impact auch als Vorgruppe für The Poodles und Bonfire auf. 
Mitte 2010 gab Schlagzeuger Michael Eichinger der Band bekannt, dass er aus zeitlichen Gründen Social Impact verlassen wolle. Es wurden noch Auftritte der laufenden The-King-inside-Tour in der Urbesetzung gespielt. Beim Auftritt als Vorgruppe für Ravenryde am 5. November 2010 wurde Eichinger schließlich von der Band verabschiedet. Es folgte eine Suche nach einem Ersatz. Im Juni 2011 trafen Social Impact dann auf Jürgen Kral, einen Schlagzeuger, der zuvor bei der Country-Rock-Band „HatsOn!“ gespielt hatte. Anfang August 2011 stieg der Schlagzeuger fest in die Ingolstädter Hard-Rock-Band ein.

## Diskografie
- 1997: Put the Rock into Your Brain (Studio-Album)
- 2009: Live in Ingolstadt (Live-DVD)
- 2009: Holy Joe (Single-Auskopplung)
- 2009: Live in Ingolstadt (Live-Album)